# Яблонський Едуард Станіславович
Яблонський Едуард Станіславович (3 серпня 1952, смт Підволочиськ) — український футболіст, футбольний тренер, діяч спорту.
Закінчив факультет фізичного виховання Тернопільського педагогічного інституту (1978, нині ТНПУ).
Виступав за команди «Колос» (Борщів, 1966—1970), «Атлантика» (Севастополь, 1970—1971), «Ватра» (1973—1975), «Текстильник» (1976—1983; обидві — Тернопіль), «Сокіл-Птахівник» (с. Великі Гаї Тернопільського району Тернопільської області, 1983—1986).
Працював тренером-виклалачем школи футболу «Колосок» при Тернопільському ФК «Нива» (1986—1988), тренером, адміністратором (1988—1996), начальником (1998—2003, 2004—2006). головним тренером (2004) команди «Нива» (м. Тернопіль), тренером жіночої команди «Спартак» (1996—1997, м. Київ), начальником команди «Полісся» (Житомир, 1997—1998).
Від 2006 — тренер Тернопільського СДГОШОР.